# Antillena
Genre
Antillena est un genre d'araignées mygalomorphes de la famille des Theraphosidae.

## Distribution
Les espèces de ce genre sont endémiques de République dominicaine.

## Liste des espèces
Selon World Spider Catalog (version 25.5, 16/08/2024) :
- Antillena miguelangeli Santos & Bertani, 2024
- Antillena rickwesti (Bertani & Huff, 2013)

## Systématique et taxinomie
Ce genre a été décrit par Bertani, Huff et Fukushima en 2017 dans les Theraphosidae.

## Publication originale
- Fukushima & Bertani, 2017 : « Taxonomic revision and cladistic analysis of Avicularia Lamarck, 1818 (Araneae, Theraphosidae, Aviculariinae) with description of three new aviculariine genera. » ZooKeys, no 659, p. 1-185 (texte intégral).